# Baulne-en-Brie

Baulne-en-Brie este o comună în departamentul Aisne din nordul Franței. În 1 ianuarie 2018 avea o populație de 264 de locuitori.